# Barrage de Tianshengqiao II
Le barrage de Tianshengqiao II est un barrage au Guangxi et au Guizhou, en République populaire de Chine. Il est associé à une centrale hydroélectrique de 1 320 MW. Sa construction s'est terminée en 1997.